# Cecina, Toscana
Cecina, Toscana este o comună din centrul Italiei situată la malul mării în Provincia Livorno, Regiunea Toscana. În 2011 avea o populație de  28.077 de locuitori. Comuna Cecina are înglobat și cartierul Marina di Cecina care este o stațiune turistică frecventată în special de către turiști nemți, elvețieni și francezi.

## Demografie
Cecina - evoluția demografică

|  | Graficele sunt indisponibile din cauza unor probleme tehnice. Mai multe informații se găsesc la Phabricator și la wiki-ul MediaWiki. |

Date: Recensăminte sau birourile de statistică - grafică realizată de Wikipedia